# Tournemire (Cantal)
Tournemire (okzitanisch: Tornamira) ist eine französische Gemeinde mit 122 Einwohnern (Stand: 1. Januar 2022) im Département Cantal in der Region Auvergne-Rhône-Alpes; sie gehört zum Arrondissement  Aurillac und zum Kanton  Naucelles.
Tournemire liegt am Fluss Doire und gehört zu den schönsten Dörfern Frankreichs. Seine Architektur steht unter Denkmalschutz (Monument historique). Die Gemeinde liegt im Regionalen Naturpark Volcans d’Auvergne.

## Bevölkerungsentwicklung
| Jahr                       | 1962 | 1968 | 1975 | 1982 | 1990 | 1999 | 2006 | 2013 |
| Einwohner                  | 272  | 299  | 214  | 183  | 163  | 145  | 142  | 129  |
| Quellen: Cassini und INSEE |      |      |      |      |      |      |      |      |

## Sehenswürdigkeiten
- Burg Anjony
- Burgruine Tournemire
- Kirche

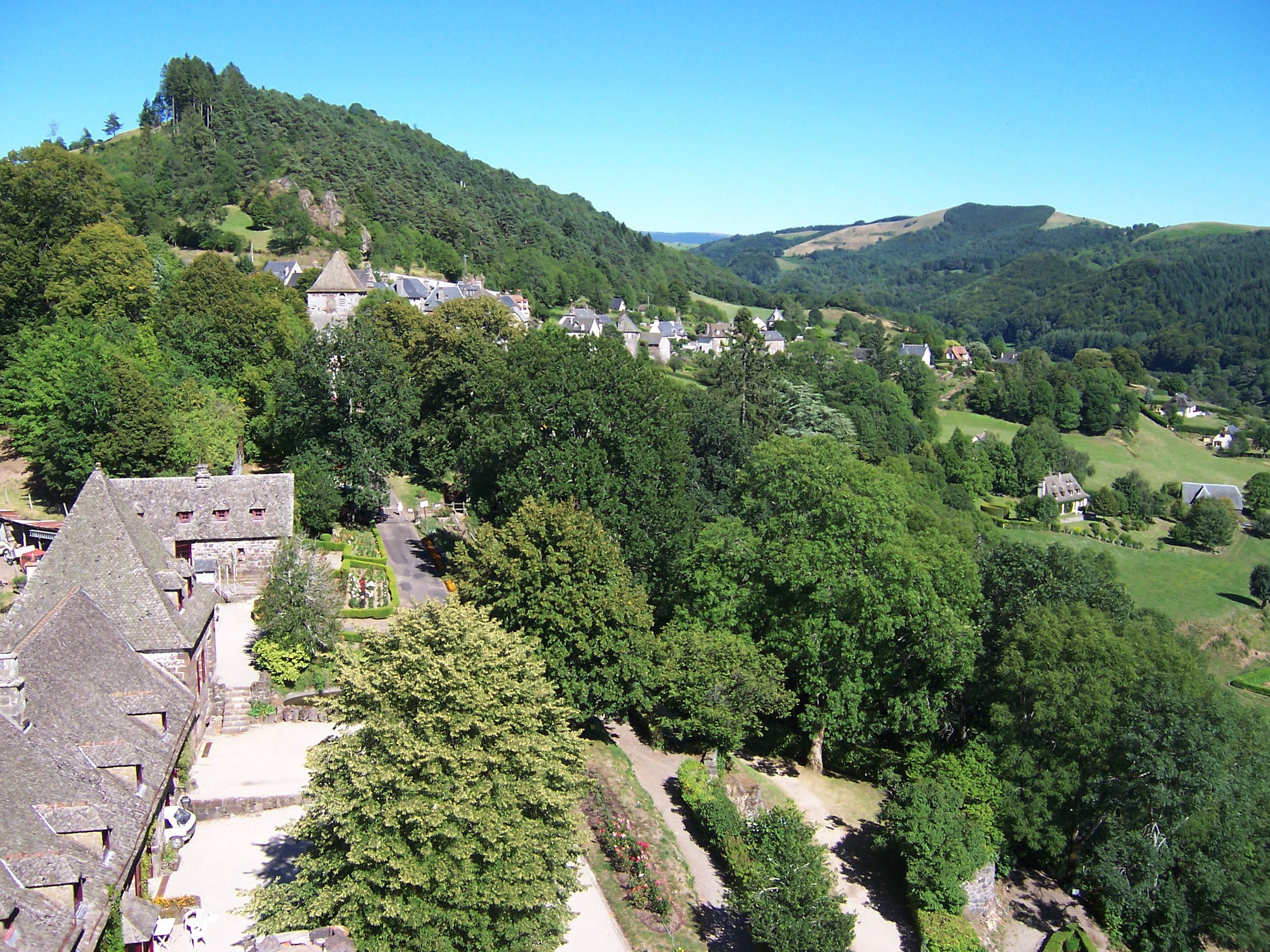
Tournemire von der Burg aus gesehen
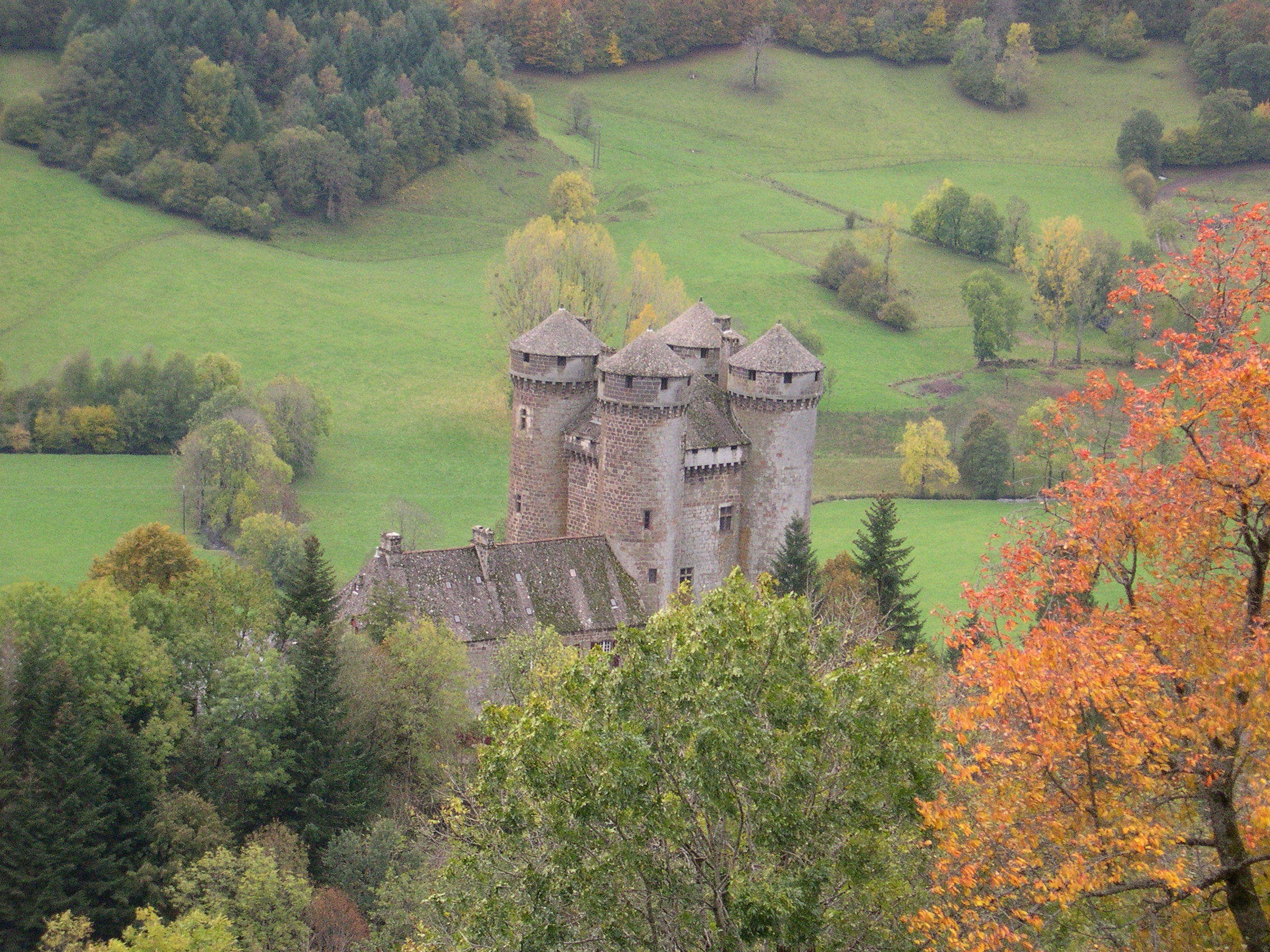
Burg Anjony
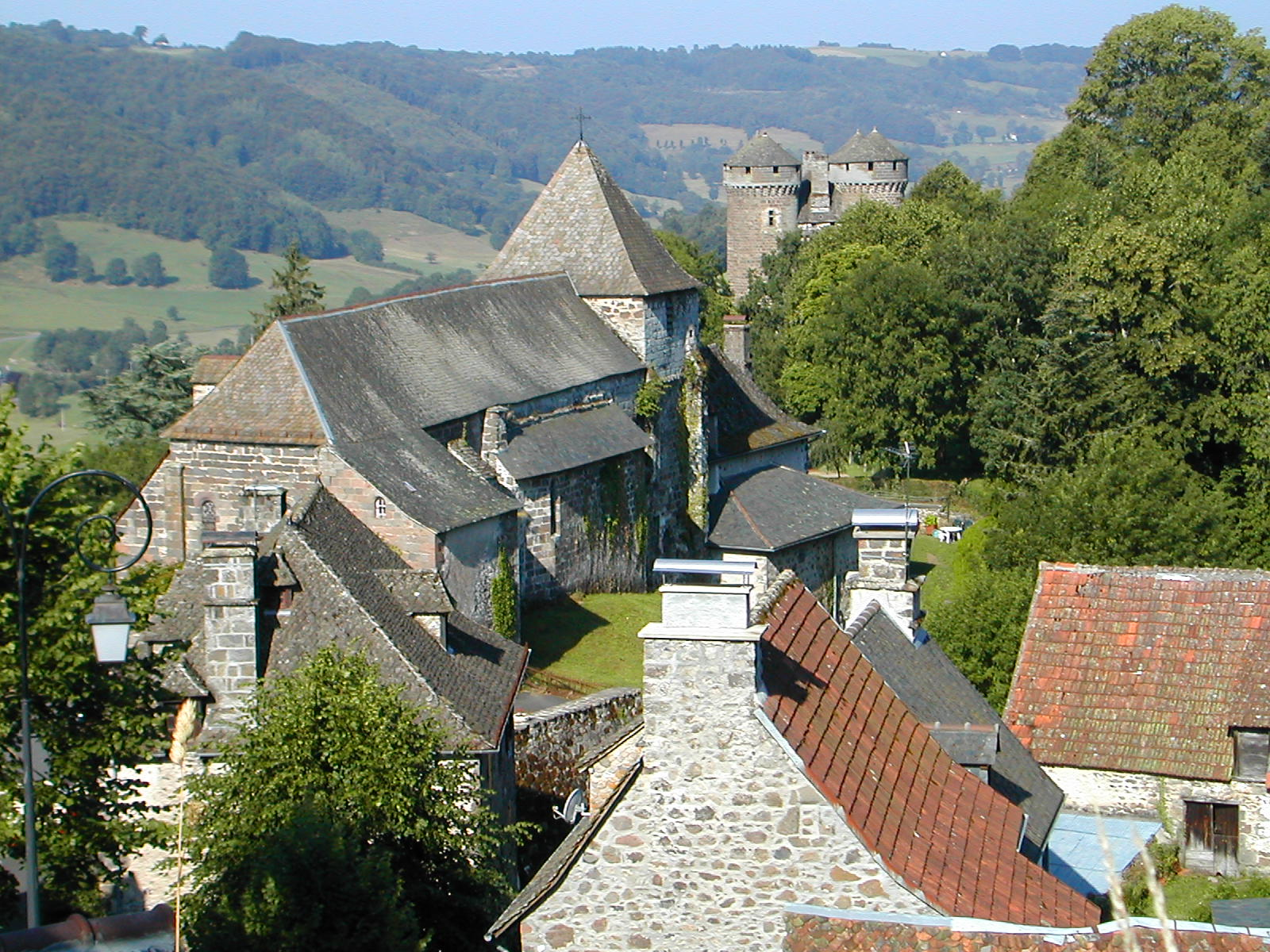
Ortsbild

## Persönlichkeiten
- Jean Du Vair, Vater von Guillaume du Vair (1556–1621) wurde in Tournemire geboren
- Johannes de Tornamira (um 1329–1395), Medizinprofessor an der Universität Montpellier